# Ushiku
Ushiku (jap. 牛久市 Ushiku-shi) – miasto w Japonii, w prefekturze Ibaraki, na wyspie Honsiu. Ma powierzchnię 58,92 km². W 2020 r. mieszkało w nim 84 677 osób, w 35 147 gospodarstwach domowych  (w 2010 r. 81 684 osoby, w 31 554 gospodarstwach domowych).
We wschodniej części miasta znajduje się jeden z najwyższych na świecie posągów Buddy – Ushiku Daibutsu.

## Historia
Wraz z utworzeniem nowego systemu administracyjnego w 1889 roku na terenie powiatu Kōchi powstała wioska Ushiku. 1 kwietnia 1896 roku powiat został zniesiony, a wioska została włączona do powiatu Inashiki. 1 stycznia 1954 roku Ushiku zdobyła status miejscowości. 10 lutego 1955 roku miejscowość Ushiku powiększyła się o teren wsi Okuno, a status miasta zdobyła 1 czerwca 1986 roku.

## Geografia
Miasto sąsiaduje z miejscowościami:
- Tsuchiura
- Tsukuba
- Ryūgasaki
- Inashiki
- Ami

## Populacja
Zmiany w populacji terenu miasta w latach 1950–2020:

## Miasta partnerskie
- Kanada: Whitehorse
- Australia: Orange